# Мегурень (Марамуреш)
Мегурень, Мегурені (рум. Măgureni) — село у повіті Марамуреш в Румунії. Входить до складу комуни Чернешть.
Село розташоване на відстані 384 км на північний захід від Бухареста, 23 км на південний схід від Бая-Маре, 79 км на північ від Клуж-Напоки.

## Населення
За даними перепису населення 2002 року у селі проживали 248 осіб, усі — румуни. Усі жителі села рідною мовою назвали румунську.